# Galeros-Formation
Die Galeros-Formation ist die mittlere Formation der neoproterozoischen Chuar Group im Grand Canyon der Vereinigten Staaten.

## Etymologie
Die Galeros-Formation ist nach einem Felsvorsprung, dem Galeros promontory, benannt. Von ihm aus kann die südliche Chuar Group im Chuar Canyon und im Carbon Canyon – zwei rechten Seitentälern des Colorado Rivers – eingesehen werden. Das spanische Wort galero bezeichnet einen weitausladenden Priesterhut.

## Erstbenennung
Erstmals wurde der stratigraphische Begriff Galeros-Formation im Jahr 1972 von T. D. Ford und W. J. Breed benutzt, die Formation wurde dann von ihnen ein Jahr später auch offiziell so benannt.

## Vorkommen

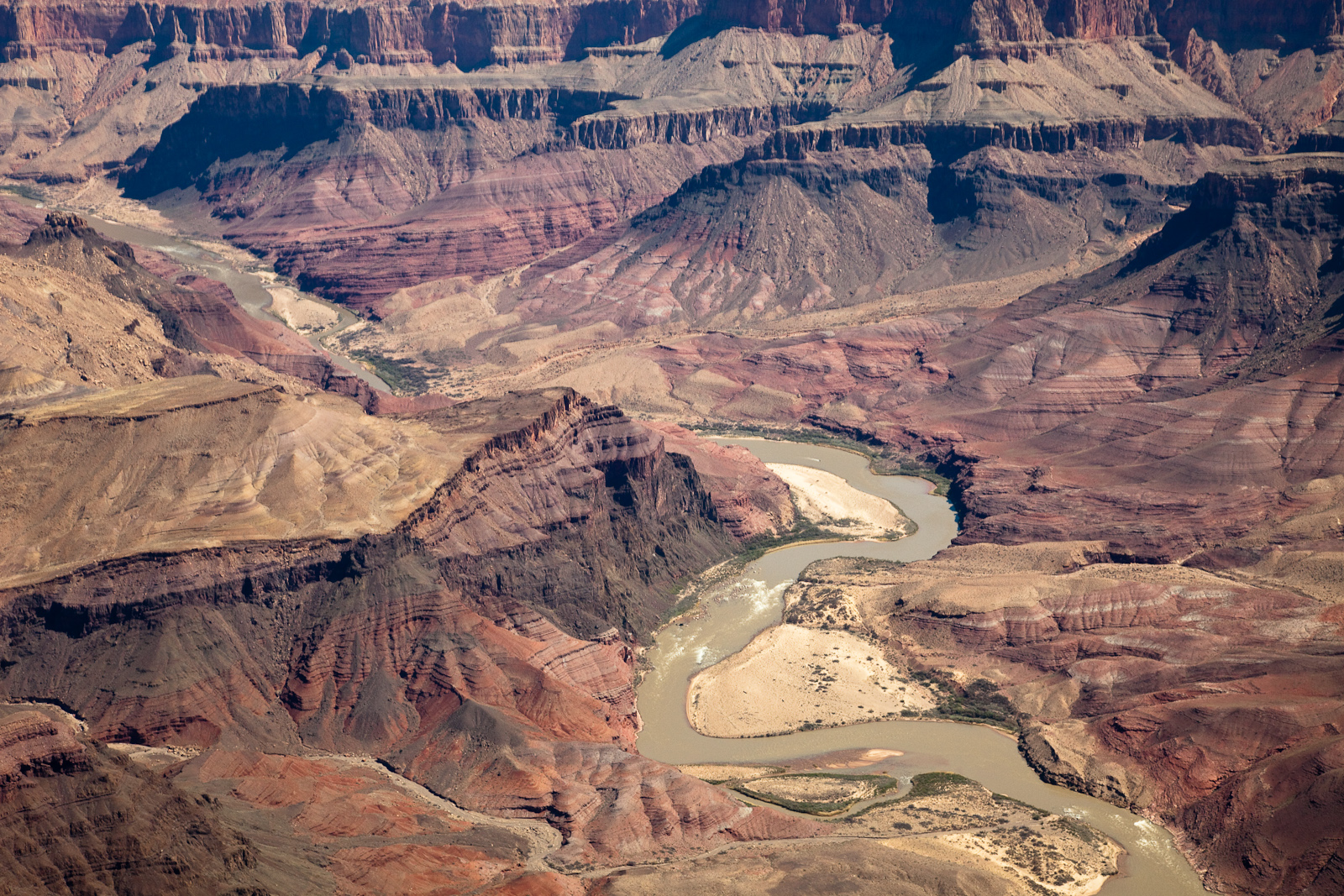
Der Colorado River durchquert hier den Tanner-Graben (links). Zu sehen sind die schwarze Cardenas-Lava am rechten Flussufer, darüber die gebänderte Nankoweap-Formation und die Galeros-Formation.

Die Galeros-Formation ist als Teil der Chuar Group auf das östliche Grand Canyon im Norden Arizonas beschränkt. Ihre Vorkommen liegen in der Chuar-Synklinale westlich der Butte Fault. Im Einzelnen beginnen sie etwa 2 Kilometer nördlich des Nankoweap Creeks im Norden und reichen bis in den Tanner-Graben im Süden, wo sie beinahe an den Colorado River heranreichen. Die Gesamtdistanz in Nord-Süd-Richtung misst 22 Kilometer, die Breitenausdehnung in Ost-West-Richtung beträgt maximal 7,5 Kilometer. In Bohrungen wird die Formation im Untergrund auch im Kane County im Süden Utahs sowie südlich und nordöstlich des Grand Canyons angetroffen.

## Stratigraphie
Die Galeros-Formation liegt mit ihrem Tanner-Member diskordant auf der Nankoweap-Formation, die mittlerweile als Liegendformation der Chuar Group angesehen wird. Ihr abschließendes Duppa-Member wird konkordant vom Carbon-Butte-Member der Kwagunt-Formation überlagert. Sie besteht aus vier Members (vom Hangenden zum Liegenden):
- Duppa-Member
- Carbon-Canyon-Member
- Jupiter-Member
- Tanner-Member

Die Mächtigkeit der Formation wird mit 1010 bis 1302 Meter angegeben. Eine Typlokalität wurde bisher noch nicht festgelegt.
Äquivalente der Galeros-Formation finden sich in der Pahrump Group im Südosten Kaliforniens und in der Uinta Mountain Group in Utah.

## Geologischer Überblick
Die Galeros-Formation wurde als mittlere Formation der Chuar Group im Chuar-Becken abgelagert. Hierbei handelte es sich um ein intrakratonisches Dehnungsbecken (Englisch intracratonic extensional basin), das während des beginnenden Zerfalls Rodinias entstanden war und anderen Riftbecken dieses Zeitabschnitts weitestgehend ähnelte. Anhand paläomagnetischer Daten kann es im Tropengürtel zwischen 2 ° Süd und 18 ° Nord situiert werden. Das Becken stand im Austausch mit der offenen See und seine Sedimente lagerten sich unter Wellengang und Gezeiteneinfluss ab. Die Schichten sind noch vor der Sturtischen Vereisung abgesetzt worden, dennoch bedeckten zu diesem Zeitpunkt bereits Eismassen die höheren und vielleicht sogar auch die mittleren Breiten. Das Extrem einer Schneeball Erde ist aber dennoch auszuschließen.

## Lithologie
Die Hauptmasse der vorwiegend siliziklastischen Galeros-Formation wird von dunklen und bunten Schiefertonen und Tonsteinen gestellt. Zwischengeschaltet finden sich zahlreiche Sandstein/Siltstein-, aber auch Dolomit/Kalklagen, die meist nicht mehr als einen Meter mächtig sind. Die ehemaligen Schlämme sind relativ reich an organischer Substanz, erreichen aber keinesfalls die hohen TOC-Werte des Walcott-Members in der Kwagunt-Formation, das als Erdölmuttergestein bekannt ist. Die höchsten TOC-Werte liefert das Duppa-Member mit maximal 4,26 Gewichtsprozent an organischem Kohlenstoff.
Die majoritären siliziklastischen Tonsedimente besitzen folgenden mineralogischen Aufbau:
- Quarz – 25 bis 55 Gewichtsprozent
- Illit – 5 bis 45 Gewichtsprozent
- Kaolinit – 0 bis 30 Gewichtsprozent
- Chlorit – 0 bis 20 Gewichtsprozent
- Alkalifeldspat – 0 bis 40 Gewichtsprozent
- Plagioklas – 0 bis 8 Gewichtsprozent

Quarz erlangt sein Maximum im unteren Jupiter-Member mit 55 Gewichtsprozent. Illit hat sein Maximum mit 45 Gewichtsprozent im unteren Tanner Member. Kaolinit ist mit 30 Prozent im oberen Tanner-Member von Bedeutung. Chlorit ist mit bis zu 20 Gewichtsprozent im  oberen Carbon-Canyon-Member und mit etwas weniger im Duppa-Member vertreten, fehlt jedoch praktisch in den unteren beiden Member. Der Alkalifeldspat fehlt so gut wie im Jupiter-Member, tritt jedoch in den anderen drei Membern auf und ist mit bis zu 40 Gewichtsprozent sehr stark im Liegenden des Tanner-Members beteiligt. Plagioklas fehlt im Tanner-Member und erreicht sein Maximum von 8 Gewichtsprozent an der Wende Carbon-Canyon-Member/Duppa-Member.
Der Dolomitanteil ist sehr hoch im Tanner dolomite, in der basalen Stromatholithenlage des Jupiter-Members und generell im Carbon-Canyon-Member. Er korreliert mit sehr niedrigen bis negativen δ13Ccarb-Werten. Der chemische Verwitterungsindex (engl. chemical index of alteration oder CIA) besitzt sein Maximum im Jupiter-Member (CIA = 90), wohingegen er im Carbon-Canyon-Member und im Duppa-Member wesentlich niedriger ist (CIA um 70 bis 80) und an der Basis des Tanner-Members stark zurückgeht (CIA = 60).
Das basale, etwa 180 Meter mächtige Tanner-Member beginnt mit einer kräftigen Dolomitbank, dem Tanner dolomite, der diskordant über die Nankoweap-Formation zu liegen kommt und an seiner Oberfläche Anzeichen für Trockenfallen besitzt. Darüber legen sich schwarze Tonschiefer mit zahlreichen laminierten Sandsteinlagen und vereinzelten Dolomitlagen. Das Tanner-Member enthält Acritarchen. Das auflagernde, rund 400 Meter mächtige Jupiter-Member beginnt mit einer markanten Stromatolithenlage mit den Taxa Inzeria und Stratifera. Auch dieser Horizont zeigt Spuren von Auftauchen. Der Rest des Jupiter-Members besteht aus bunten Schiefertonen mit zahlreichen dünnen Sandstein-Zwischenlagen. Eine dieser Sandsteinlagen im unteren Abschnitt manifestiert Gezeiteneinfluss. Im unteren Jupiter-Member kommen ebenfalls Acritarchen vor. Das anschließende, 360 Meter mächtige Carbon-Canyon-Member besteht vorwiegend aus bunten und schwarzen Schiefertonen, in die sehr viele laminierte, aber auch massive Dolomit- und nur wenige laminierte Sandsteinlagen eingelagert sind. Die Dolomite deuten teilweise auf Ablagerung im Gezeitenbereich. Im Hangenden erscheinen zwei Markerhorizonte, das dolomitische polygonal marker bed mit Trockenfallen und eine Stromatolithenlage mit Baicalia. Das Carbon-Canyon-Member enthält ebenfalls Acritarchen. Das abschließende Duppa-Member im Hangenden wird 150 Meter mächtig. Es baut sich ebenfalls aus bunten bis schwarzen Schiefertonen auf. Aus diesem tonigen Hintergrund treten nur wenige Dolomit- und Sandsteinbänke hervor. Die Dolomite sind sowohl laminiert als auch massiv im Auftreten.

### Zyklizität
Die von organischem Schlamm betonte Galeros-Formation zeigt Sedimentzyklen im Meterbereich, die jeweils von Dolomiten oder auch Sandsteinen abgedeckt werden. Es wird angenommen, dass diese Zyklen glazio-eustatischen Ursprungs sind und Meeresspiegeländerungen relativ geringen bis gemäßigten Ausmaßes widerspiegeln. Die fluktuierenden  Wassertiefen dürften zwischen 10 und maximal 100 Meter gelegen haben.
Bei den Zyklen sind zwei Typen zu unterscheiden: einmal Zyklen, die nur von Sandsteinen abgedeckt werden, sowie Zyklen, die von Sandsteinen und Dolomiten abgeschlossen werden. Der dritte Typus  von reinen Dolomitabdeckungen ist erst in der Kwagunt-Formation verwirklicht. Der Sandsteintypus tritt im Jupiter-Member auf, der gemischte Zyklus Sandstein/Dolomit im Carbon-Canyon-Member. Beide Zyklentypen sind regressiver Natur, wobei Dehler und Kollegen sie wie folgt interpretieren: die Sandsteinabdeckungen entsprechen einem nur relativ geringen Meeresspiegelrückgang bei erhöhten Erosionsraten und relativ feuchten klimatischen Bedingungen. Das Auftreten von Dolomitabdeckungen deutet auf einen signifikanten Meeresspiegelrückgang bei niedrigen Erosionsraten und ariden klimatischen Gegebenheiten. Somit war die untere Galeros-Formation noch unter relativ humiden Bedingungen abgelagert worden, erfuhr aber ins Hangende mehr und mehr trockene Inkursionen. Die darüberfolgende Kwagunt-Formation wurde sodann unter vorwiegend trockenem Klima sedimentiert.

### Kohlenstoffisotopen
Ähnlich der überlagernden Kwagunt-Formation besitzt die Galeros-Formation nicht nur eine, sondern zwei positive Exkursionen der Kohlenstoffisotopen. Diese betreffen das Tanner-Member und das untere Jupiter-Member. Im Tanner-Member wird eine positive Abweichung der δ13Ccarb-Werte von + 13 ‰ PDB, im Jupiter-Member sogar + 15,5 ‰ PDB erzielt. Diese beiden positiven Kohlenstoffexkursionen – sie gehören zu den größten in der Erdgeschichte bekannten – korrelieren mit relativer Dolomitarmut und einem feucht-warmen Klimaschub während des Tanner- und des unteren Jupiter-Members. Sie können als erhöhte Einbettungsrate organischen Kohlenstoffs interpretiert werden, welche ihrerseits eine sehr hohe Primärproduktion und auch hohe Sedimentationsrate widerspiegelt.

## Ablagerungsmilieu
Das Ablagerungsmilieu der Galeros-Formation ist proximal subtidal (vorwiegend), intertidal bis supratidal, möglicherweise aber auch sogar terrestrisch.
Die faziellen Gegebenheiten der Galeros-Formation entsprechen insgesamt einer niedrig-energetischen und relativ flachen (mehrere Zehnermeter Wassertiefe oder weniger) Meereseinbuchtung, die unter dem Einfluss von Wellen und Gezeiten stand. Größere Sturmereignisse waren jedoch selten. Ihre Schlämme hatten sich unter ruhigen Verhältnissen vorwiegend küstenabseits, teilweise aber auch in Lagunen und Gezeitenebenen abgesetzt – wobei der recht hohe Gehalt an organischer Substanz (TOC bis zu 4,26 Gewichtsprozent im Duppa-Member) durch mikrobielle Aktivitäten zu erklären ist.

## Fossilien
Als Fossilien in der Galeros-Formation sind anzuführen Acritarchen mit Chuaria circularis im Tanner- und im Jupiter-Member, Stromatolithen der Taxa Baicalia, Inzeria und Stratifera, Mikrofossilien, kolonienbildende Mikrofossilien mit organischen Zellwänden, Mikrofossilien unbestimmter Zuordnung, Mikrobenfilamente und Scheidenstrukturen, generell organischer Detritus und so genannte Vampirspuren (Englisch vampire traces). Dies sind lochartige, kreis- bis halbkreisförmige Durchstoßungsmarken.

## Tektonik
Das Chuar-Becken (und somit die Galeros-Formation) wird auf seiner Ostseite von der Nord- bis Nordnordwest-streichenden Butte Fault begrenzt, welche bereits während des Auseinanderbrechens von Rodinia vor rund 800 Millionen Jahren angelegt worden war. Die Butte Fault ist eine synsedimentäre Verwerfung, d. h. sie war bereits während der Ablagerung der Chuar-Sedimente aktiv. Die Verwerfung  verfaltete die Chuar-Sedimente in die bereits angeführte Chuar-Synklinale. Diese ist asymmetrisch mit einem wesentlich steileren Ostflügel entlang der Butte Fault, außerdem ist die Muldenachse ihrerseits leicht verfaltet und fällt in entgegengesetzte Richtungen ein. Die tektonischen Bewegungen an der Verwerfung hielten bis in die Ablagerungszeit der Sixtymile-Formation (unteres bis mittleres Kambrium) an. Die Butte Fault wurde während der Laramischen Gebirgsbildung in der ausgehenden Oberkreide reaktiviert, wobei die Muldenstruktur angehoben und herausgepresst wurde – im Verbund mit den anderen Monoklinalen des Kaibab-Plateaus.

## Alter
Laut Rooney und Kollegen (2018) wurde die Galeros-Formation im Zeitraum 782 bis 751 ± 7,6 Millionen Jahren  abgelagert. Dies entspricht dem oberen Tonium. Zuvor waren die Basis des Tanner-Members noch mit rund 770 Millionen Jahren und die Basis des Jupiter-Members mit rund 760 Millionen Jahren angegeben worden. Eine direkte Datierung besteht aber nach wie vor nicht. Das Alter von 751 Millionen Jahren entstammt einer Markasitknolle des untersten Awatubi-Members der Kwagunt-Formation, das Alter von 782 Millionen Jahren entspricht dem Alter der Nankoweap-Formation. Ein Re-Os-Alter von 757 ± 6,8 Millionen Jahren liegt für das untere Carbon-Canyon-Member vor. Insgesamt dürfte die Galeros-Formation nicht mehr als 25 Millionen Jahren umfassen, sehr wahrscheinlich jedoch weniger, da die Sedimentationsdauer des Carbon-Butte-Members der Kwagunt-Formation und die diskordante Ablagerung über der Nankoweap-Formation nicht berücksichtigt ist.